# Solidago ohioensis
Solidago ohioensis là một loài thực vật có hoa trong họ Cúc. Loài này được Riddell miêu tả khoa học đầu tiên năm 1835.